# Сагон
Саго́н (фр. Sagonne) — коммуна во Франции, находится в регионе Центр. Департамент — Шер. Входит в состав кантона Санкуэн. Округ коммуны — Сент-Аман-Монтрон.
Код INSEE коммуны — 18195.

## География
Коммуна расположена приблизительно в 230 км к югу от Парижа, в 140 км юго-восточнее Орлеана, в 45 км к юго-востоку от Буржа.
По территории коммуны протекает река Сагонен.

## Население
Население коммуны на 2008 год составляло 230 человек.
| 1962 | 1968 | 1975 | 1982 | 1990 | 1999 | 2008 |
| ---- | ---- | ---- | ---- | ---- | ---- | ---- |
| 205  | 213  | 204  | 199  | 201  | 221  | 230  |

## Экономика
В 2007 году среди 131 человека в трудоспособном возрасте (15-64 лет) 92 были экономически активными, 39 — неактивными (показатель активности — 70,2 %, в 1999 году было 65,4 %). Из 92 активных работали 79 человек (47 мужчин и 32 женщины), безработных было 13 (5 мужчин и 8 женщин). Среди 39 неактивных 8 человек были учениками или студентами, 22 — пенсионерами, 9 были неактивными по другим причинам.

## Достопримечательности
- Церковь Сен-Лоран (XII век). Исторический памятник с 1926 года[3]
- Замок Сагон[фр.] (XIV век). Исторический памятник с 1914 года[4]
- Музей в замке, содержит коллекцию оружия, картин и гобеленов
- Средневековые дома с резными перемычками

## Фотогалерея

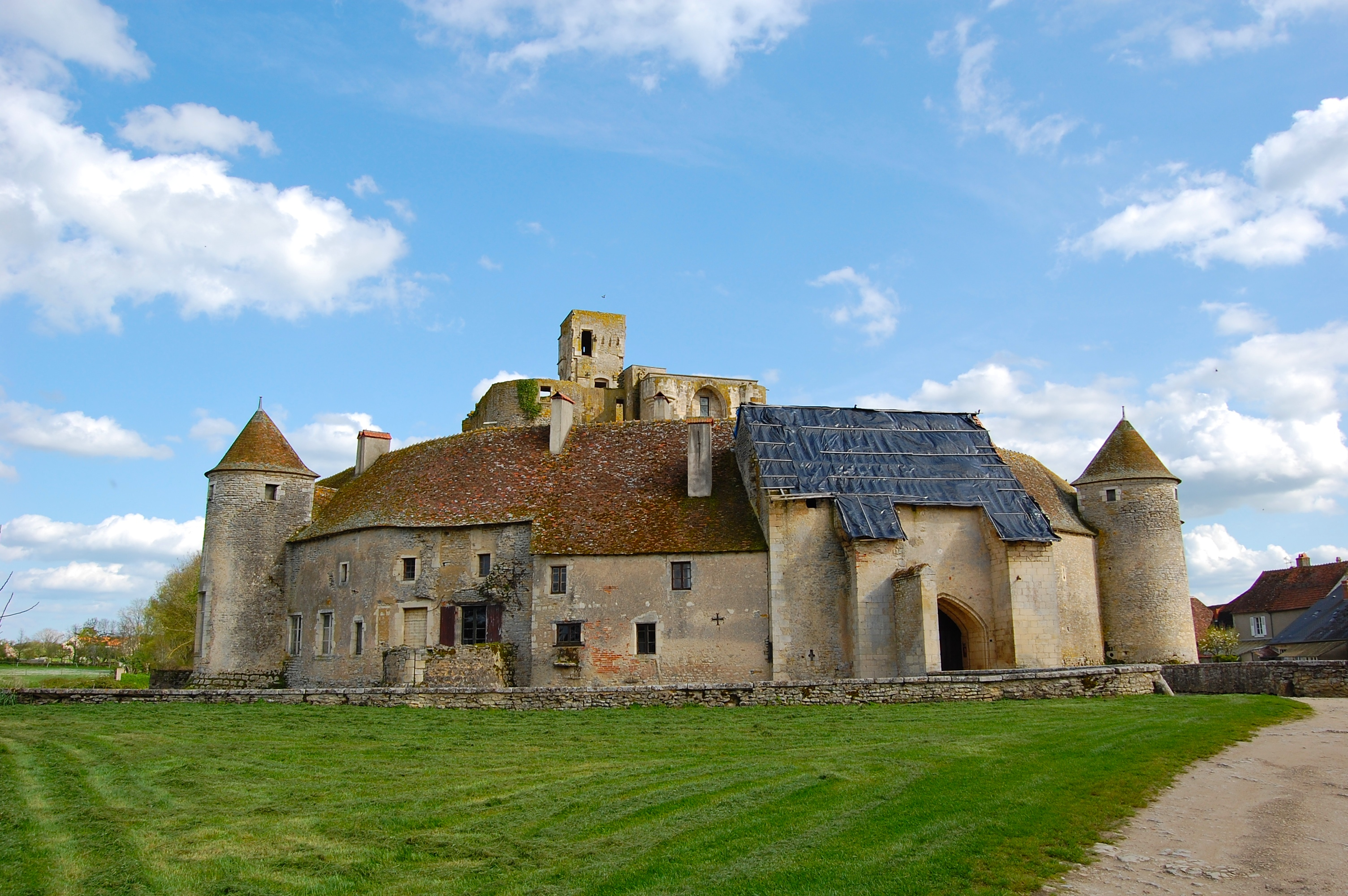
Замок Сагон
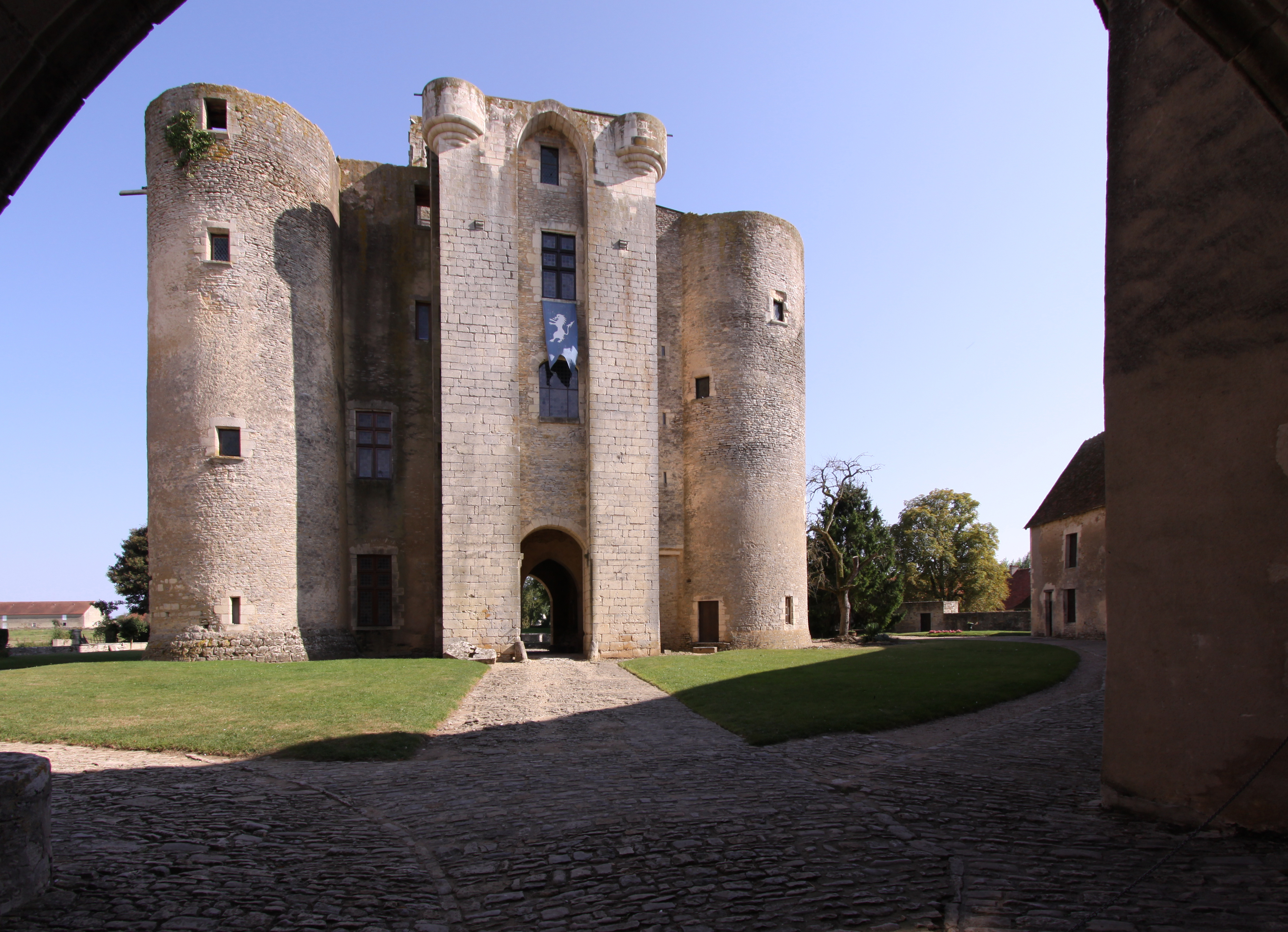
Замок Сагон
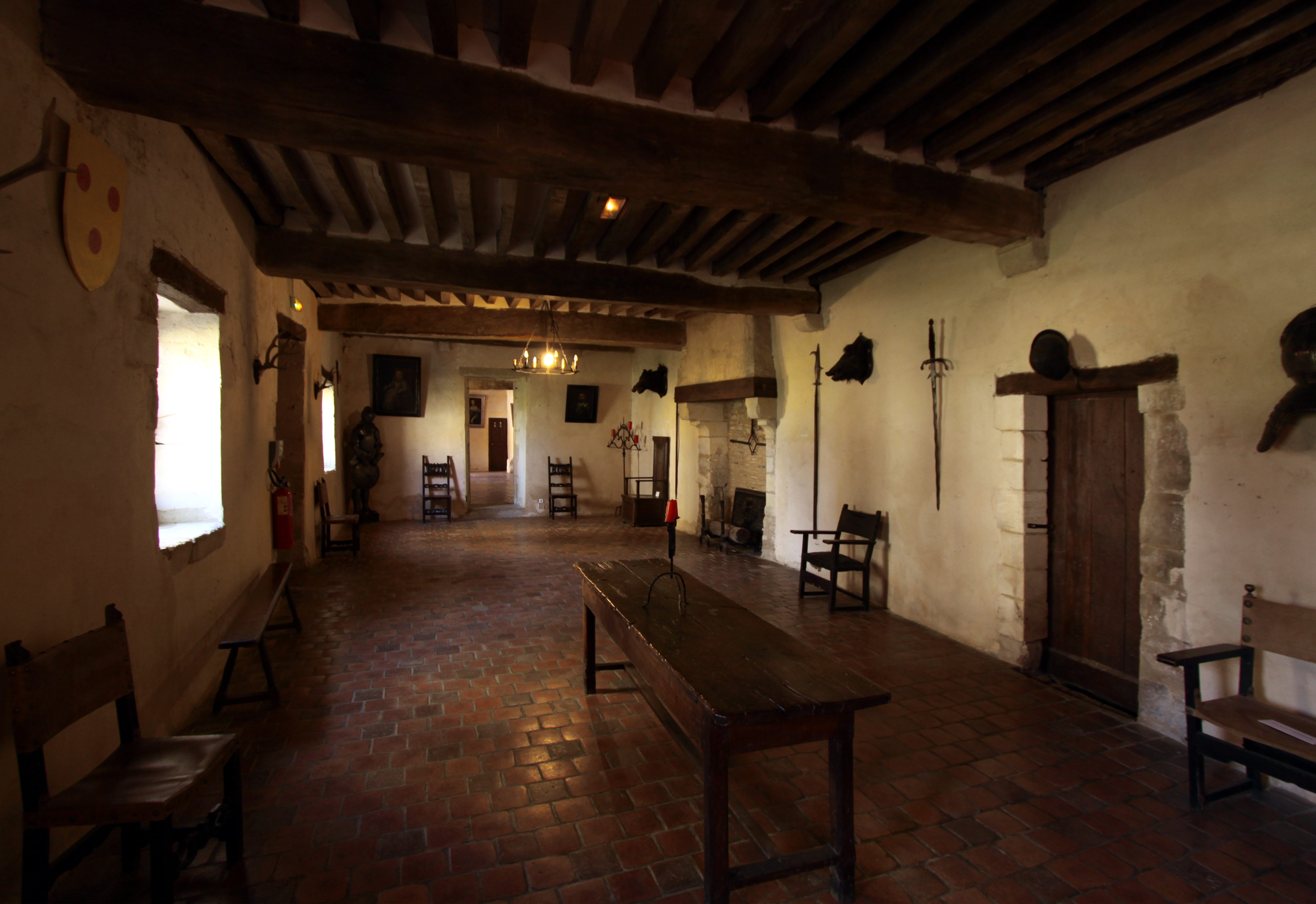
Интерьер замка Сагон
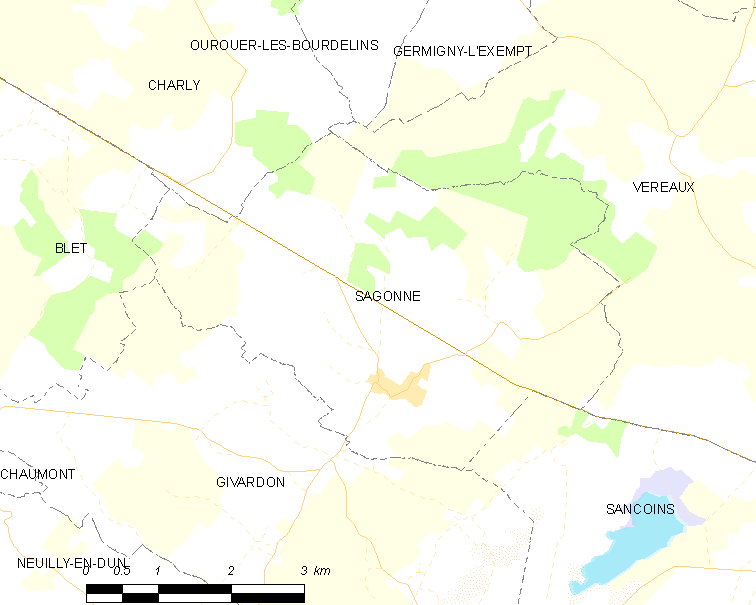
Карта коммуны